# Rōben
Rōben bzw. Ryōben (jap. 良弁; * 689 in der Provinz Ōmi; † 773; postum: Konshō gyōja) war ein buddhistischer Mönchsgelehrter (僧学者, sōgakusha) der japanischen Nara-Zeit. Er gilt als zweiter Patriarch der Kegon-shū und treibende Kraft hinter dem Bau des Tōdai-ji. Er leitete die Augenöffnungszeremonie der dortigen Vairocana-Buddhastatue und war der erste Vorsteher dieses bedeutenden Tempels.

## Leben
Rōben stammt ursprünglich aus der Provinz Ōmi. Die Überlieferung besagt, dass er im Alter von zwei Jahren von einem goldfarbigen Adler ergriffen worden sei, der ihn dann vor dem Kasuga-Schrein in Nara ablegte. Er soll von Gien (義淵; † 728) gerettet worden sein, der ihn in den Lehren der Hossō-Schule unterwies. 
Der Sage nach wurde er von seinen Eltern (Uji: Tadatoki), die ihn verzweifelt gesucht hatten, bei deren Besuch im Tōdai-ji dadurch wiedererkannt, dass er ihnen eine kleine Shukongō-jin Shōzō-Figur zeigte (die er am Körper gehabt hatte).

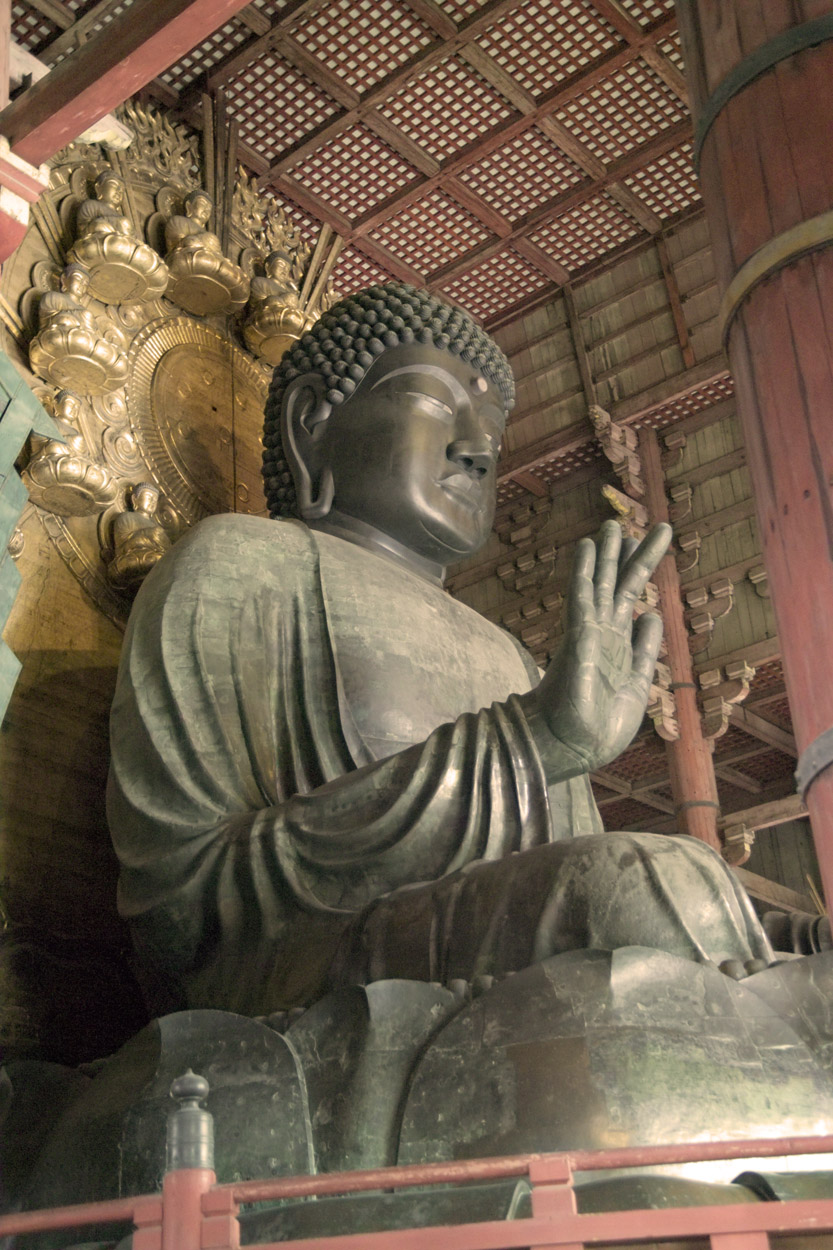
Der Daibutsu im Tōdai-ji

Im Jahre 733 (?728) gründete der Shōmu-tennō für ihn den Konsu-ji (金鐘寺), der später zum Tōdai-ji (東大寺) erweitert wurde. 
Die Lehren der chinesischen Huayan zong waren bereits im Jahr 736 durch den chinesischen Vinaya-Meister Dao Xuan (702–760; jap. Dōsen) nach Japan gebracht worden, erfuhren dort aber noch keine nennenswerte Rezeption. Zur Gründung der auf der Huayan zong basierenden Kegon-shū kam es erst, nachdem es Rōben gelungen war, den Shōmu-tennō im Jahr 740 dazu zu überreden, den koreanischen Mönch Simsang (chinesisch 審祥, Pinyin Shěnxiáng, jap. Shinshō) an kaiserlichen Hof einzuladen, um dort einen Vortrag über das Kegon-Sutra zu halten. Drei Jahre später kam es auf Erlass des Shōmu-tennō zum Bau des Daibutsu Mahāvairocana im Tōdai-ji, zugleich wurde das Kegon-Sutra als ein oberstes Sutra des Landes bestimmt, was gemeinhin den Beginn der Kegon-shū durch ihre Anerkennung seitens des Tennōs markiert.
Im Konsu-ji fand unter Rōbens Leitung 4. Tag des 12. Mondmonats des Jahres 744 erstmals das Opfer der „zehntausend Lampen“ statt.
Auf kaiserlichen Befehl gründete er 749 in seiner Heimatprovinz Ōmi, den Ishiyama-dera (heute zur Shingon gehörig), der wegen seines ab 804 regelmäßig abgehaltenen Nehan-e, das meist von Mönchen der Hossō- oder Sanron-Schule gehalten wurde, berühmt war.
Rōben wurde 752 durch den Shōmu-tennō zum ersten Vorsteher des Tōdai-ji ernannt und erhielt dabei den eigens dafür neu erschaffenen Titel eines Bettō (Vorsteher eines Groß-Tempels). 760 wurde er zum Sōjō (obersten Priester) ernannt. Im Kaizan-dō (開山堂) des Tempels befindet sich noch heute seine Statue. 
Rōben war damit Nachfolger von Shinjō und somit zweiter Patriarch der Kegon-shū. Deren Interpretation des Kegon-Sutras war vom koreanischen Mönch Shinjo gelehrt worden. Er hatte auch, zusammen mit Gyoji, großen Einfluss auf den Shomū-tennō.
Weiterhin soll er, nachdem er, nach der Weihe des Vairocana, im Alter von 48 Jahren in seine Heimat Ōmi zurückgekehrt war, auf einem Berg eine Statue des Fudō Myō-ō gefunden haben. Nach dreijähriger zurückgezogener Meditation, errichtete er zur Erinnerung an dieses wundersame Ereignis den Ukosan Daisan-ji.
Der Afuri-jinsha auf dem Berg Ōyama (Präfektur Kanagawa) führt seine Gründung – als Ōyama-dera – ebenfalls auf ihn zurück. Tatsächlich dürfte der Schrein später entstanden sein. Es wird dort eine Bildrolle aus dem Jahre 1532 aufbewahrt, die die Entführungslegende nacherzählt.